# Kanał Północnokrymski
Kanał Północnokrymski (ukr. Північно-Кримський канал) – sezonowy kanał nawadniający zbudowany w trzech etapach począwszy od 1961 prowadzący wodę ze Zbiornika Kachowskiego na Półwysep Krymski do miejscowości Zełenyj Jar, skąd transportowana jest rurociągiem do Kerczu i Teodozji. Na początku lat 2000 kanał pokrywał 85% krymskiego zapotrzebowania na wodę.
Długość kanału wynosi 402,6 km, średni przepływ 380 m³/s. Na skutek parowania oraz braku nieprzepuszczalnego dna w trakcie przepływu tracone jest 50% wody. Kanał ma charakter sezonowy, dopływ wody inaugurowany jest pod koniec kwietnia. Po zakończeniu okresu wegetacyjnego kanał jest osuszony. Łącznie nawadnia powierzchnię około 600 000 ha. Na terenie obwodu chersońskiego oddziela się od niego zachodnia odnoga – Kanał Krasnoznamieński. 
Pierwszym pomysłodawcą budowy kanału był w 1846 fiński naukowiec, Christian von Steven. Budowy nie podjęto ze względu na zbyt wysoki koszt, szacowany na 40 mln rubli. Pomysł budowy kanału nawadniającego powrócił jeszcze w pracach geodezyjnych na początku XX wieku. Ostatecznie projektowanie kanału i systemu irygacyjnego rozpoczęto w 1950 wraz z rozpoczęciem budowy Zbiornika Kachowskiego. Projekt przebiegu był gotów w 1956, a rozpoczęty w 1961 pierwszy etap kanału doprowadzono do Krasnoperekopska pod koniec 1963 i zakończono w 1975. Drugi etap rozpoczęto projektować w 1976 i zrealizowano do 1986, trzeci rozpoczęty w 1986 został ograniczony po rozpadzie ZSRR ze względów ekonomicznych i zamknięty w 1995. Jego powstanie pozwoliło na dwukrotne zwiększenie plonów na Krymie.
Po aneksji Krymu przez Rosję w 2014 roku, Ukraina odcięła dopływ wody na Krym przegradzając kanał zaporą w Kałanczaku, co doprowadziło do niedoboru wody na półwyspie. Spowodowało to znaczne ograniczenie upraw na półwyspie ze 130 tys. hektarów (2013) do 14 tys. (2017). 26 lutego 2022 roku, w trakcie rosyjskiej inwazji na Ukrainę tama na kanale została wysadzona przez oddziały rosyjskie, co wznowiło dostawy wody na półwysep. Do funkcjonowania Kanał Północnokrymski wymaga minimum 10 metrowego poziomu lustra wody w Zbiorniku Kachowskim. Zbiornik został opróżniony wskutek zniszczenia zapory w Nowej Kachowce.

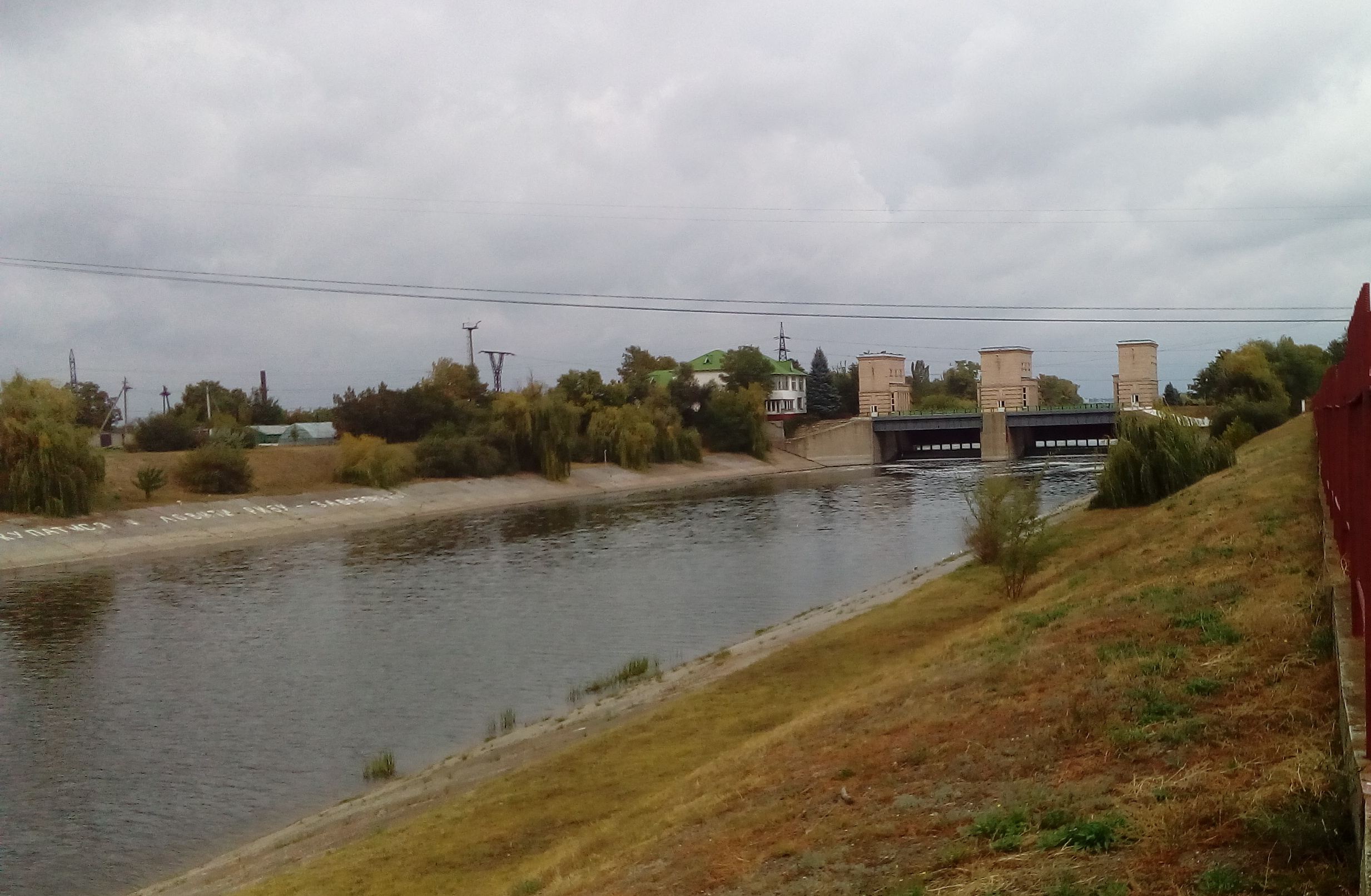
Początek kanału w Nowej Kachowce, 2019
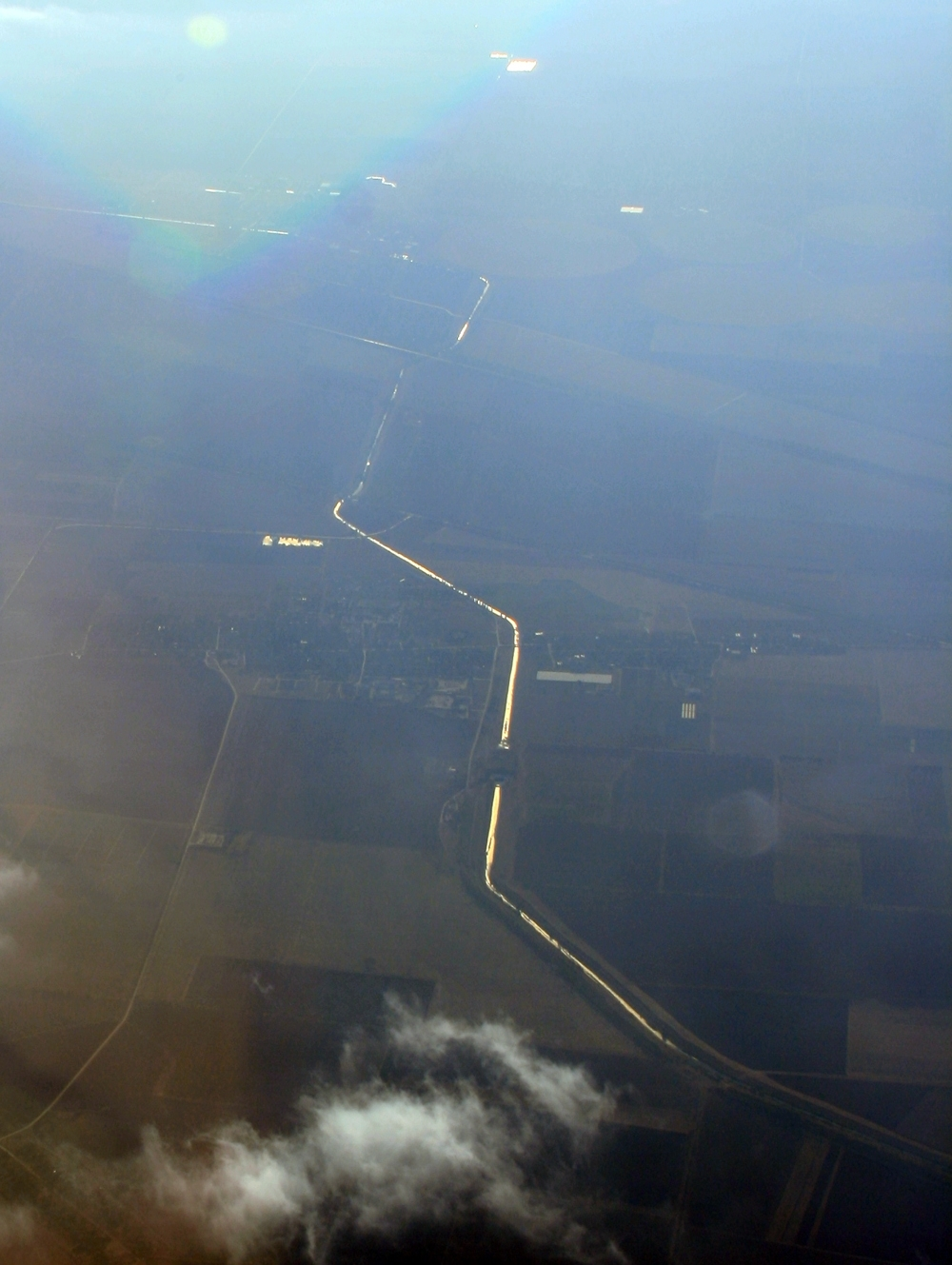
Widok kanału z lotu ptaka, 2008
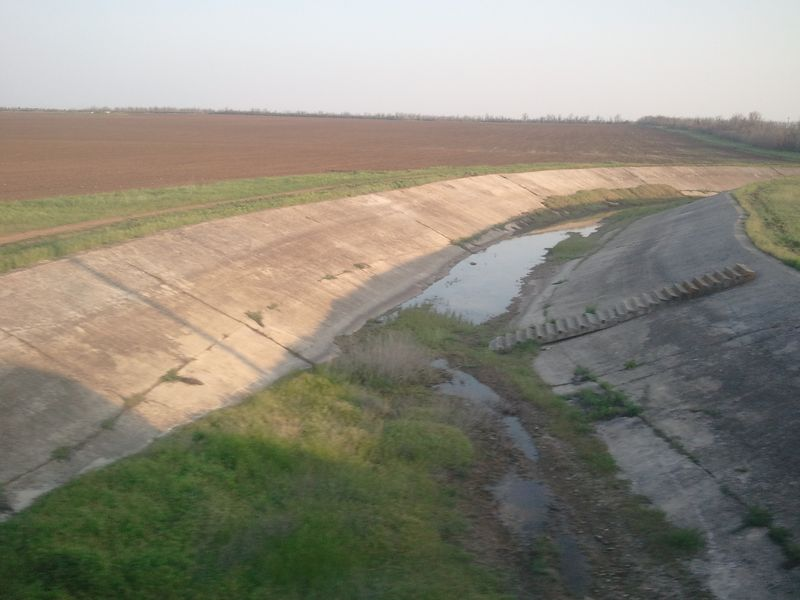
Suchy kanał w 2019
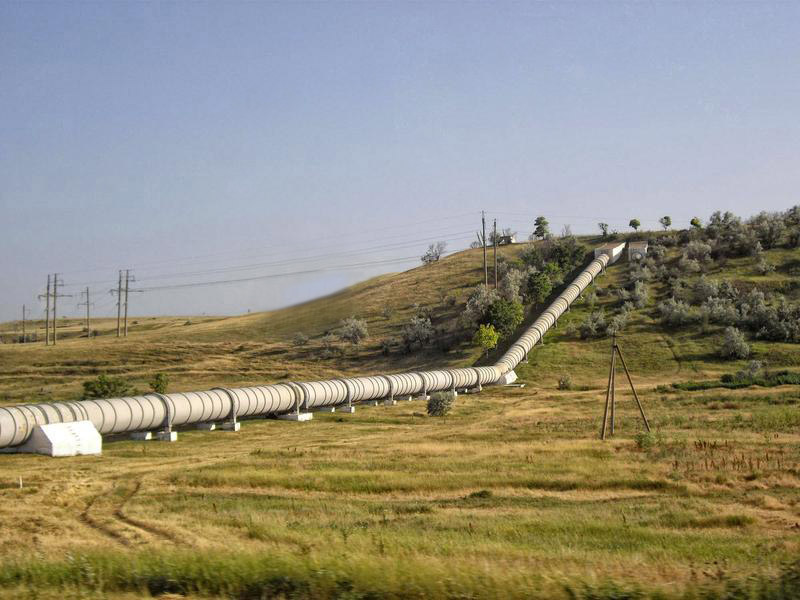
Przedłużenie kanału w postaci rurociągu w Symferopolu